# Robert Adam
Robert Adam (Kirkcaldy, 3 luglio 1728 – Londra, 3 marzo 1792) è stato un architetto e progettista di interni scozzese, considerato tra gli interpreti più sensibili del neoclassicismo in architettura.

## Biografia

### Giovinezza

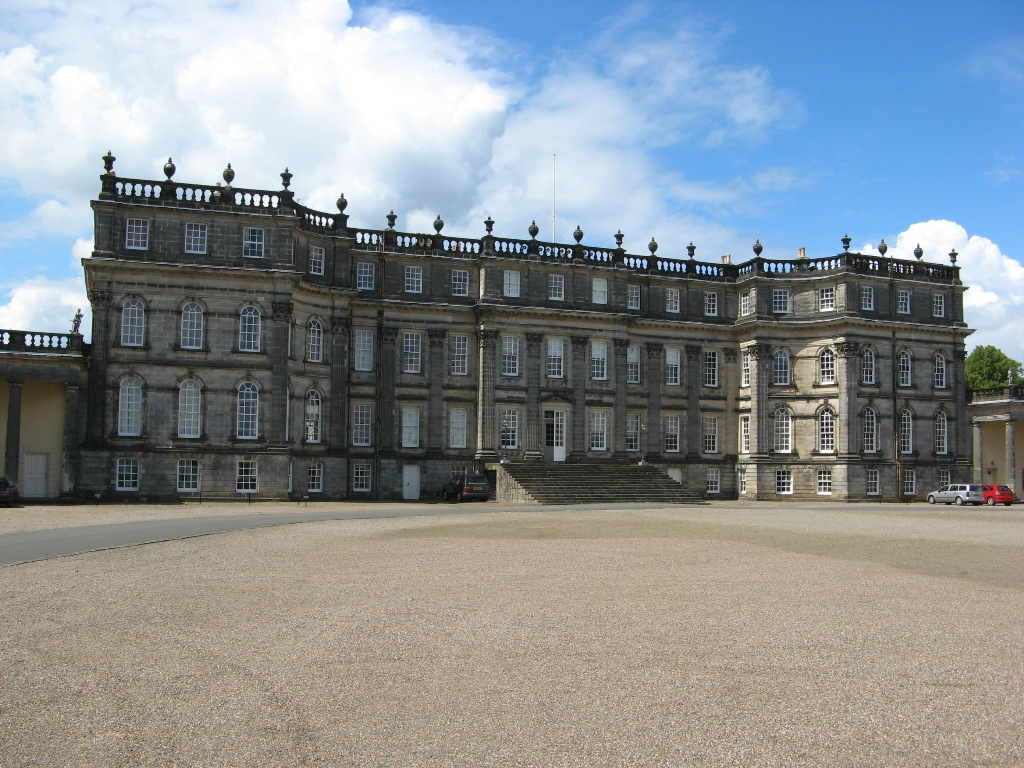
Hopetoun House, costruzione edificata da William Adam e rimaneggiata da Robert e John

Robert Adam, nato il 3 luglio 1728 nella Gladney House di Kirkcaldy, trascorse gran parte della sua fanciullezza a Edimburgo. Bambino dalla «costituzione fragile», come ci tramandano le fonti, iniziò gli studi alla Royal High School di Edimburgo, dove acquisì i rudimenti del latino e lesse le opere di Virgilio, Orazio, Tito Livio, Sallustio e Cicerone. Nell'autunno del 1743 proseguì la formazione all'università di Edimburgo, dove studiò matematica e anatomia, sotto la guida di Colin Maclaurin e Alexander Monro.
Adam interruppe gli studi universitari nel 1745, quando fu colto da una feroce malattia: l'anno successivo, piuttosto che ritornare all'università di Edimburgo, decise di svolgere insieme al fratello John un tirocinio presso lo studio del padre William Adam, progettista di edifici pubblici e grandiose country house in stile neopalladiano. Adam si accostò all'architettura proprio assistendo ai numerosi cantieri di cui il padre era il sovrintendente (si pensi al castello di Inveraray o a Hopetoun House); all'inizio, tuttavia, maturò il desiderio di diventare pittore, mostrandosi assai sensibile all'influenza di Salvator Rosa, ben visibile nei suoi primi disegni, naturalmente di natura architettonica.
Alla morte del padre John Adam, come già detto fratello di Robert, ne ereditò la posizione di Master Mason to the Board of Ordnance, sicché gli giunsero diverse commissioni. John assai prontamente decise di avvalersi anche della collaborazione di Robert: tra i vari interventi compiuti dai due fratelli citiamo la decorazione degli appartamenti al primo piano di Hopetoun House, la Dumfries House e Fort George, costruzione a Inverness eseguita dal Colonnello Skinner. I due fratelli Adam ne erano gli appaltatori, e l'esperienza al Fort George si sarebbe rivelata molto utile al giovane Robert che in questo modo acquisì solide conoscenze delle tecniche costruttive.
Nel frattempo Robert Adam non trascurò affatto la sua vita sociale: tra i suoi amici del tempo vi erano i filosofi Adam Ferguson e David Hume e gli artisti Paul Sandby e William Wilkie.

### Grand Tour

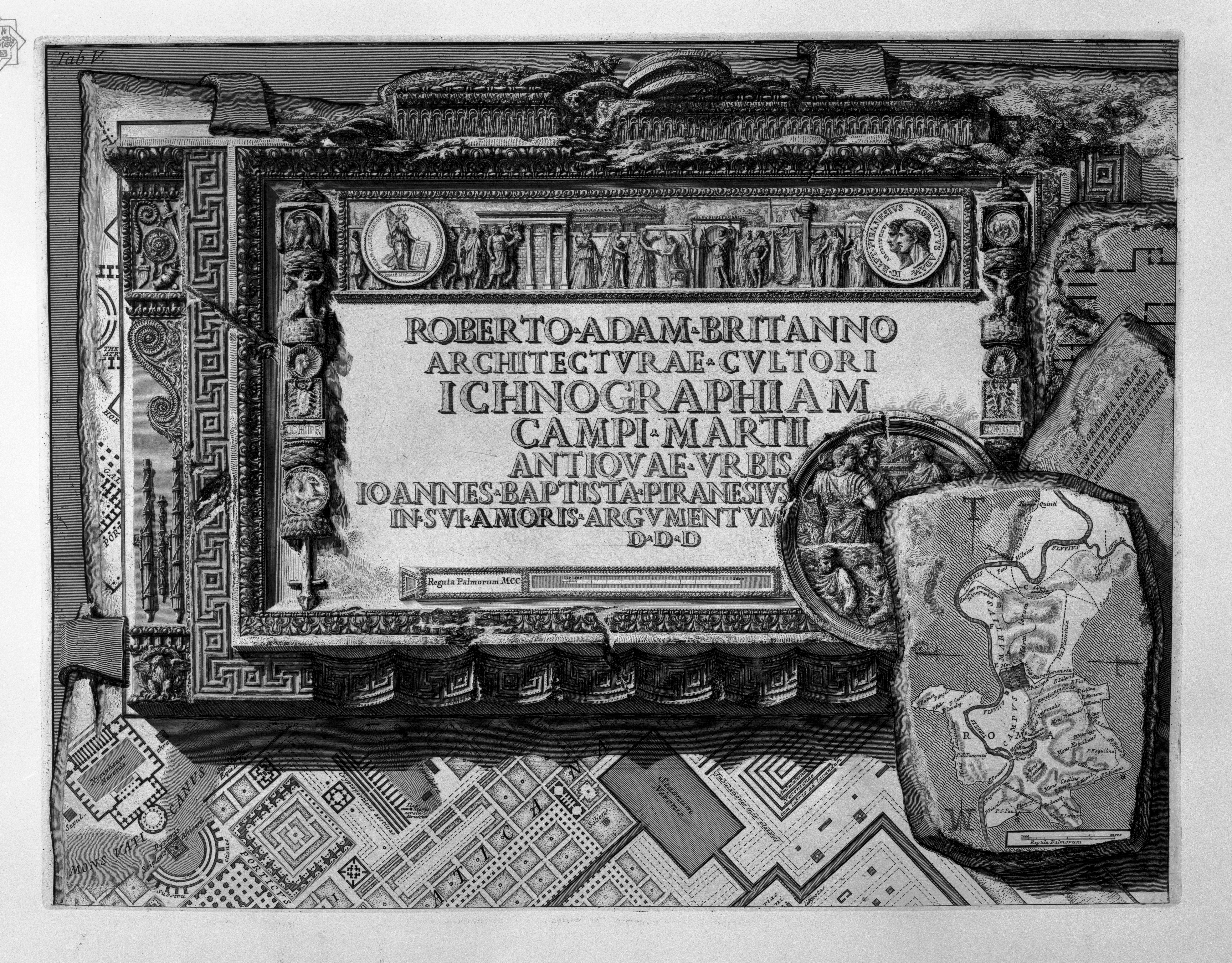
Campus Martius di Giovan Battista Piranesi: vi leggiamo immediatamente ROBERTO·ADAM·BRITANNO ARCITECTVRAE·CVLTORI

Nel frattempo Robert Adam decise di intraprendere insieme al fratello John il grand tour, quel lungo viaggio per le maggiori città europee d'interesse artistico e culturale allora considerato quasi d'obbligo per gli aspiranti architetti. Dopo un'affrettata sosta a Londra (dove visitarono Mansion House, St Stephen Walbrook, la cattedrale di San Paolo e il vicino castello di Windsor) salparono da Dover per Calais, dove giunsero il 28 ottobre 1754. In Francia strinse amicizia con il nobile scozzese con Charles Hope-Weir, fratello del conte di Hopetoun, e fu con quest'ultimo che decise di recarsi a Roma, attraverso un tortuoso giro che toccava le città di Bruxelles, Lilla e Parigi.
Adam giunse a Roma il 24 febbraio 1755 e fu immediatamente entusiasmato dallo spettacolo offerto dalle rovine della Città Eterna, tanto che alla sorella Peggy scrisse: «Roma è la più gloriosa città del mondo [...] è dominata da un misto di grandeur e tranquillità». Nell'Urbe, oltre a studiare le testimonianze architettoniche locali e a perfezionare le proprie doti grafiche, Adam strinse amicizia con il cardinale Alessandro Albani, con il pittore Charles-Louis Clérisseau e con Giovanni Battista Piranesi, celebre incisore del tempo che arrivò persino a dedicargli una tavola.
Lasciata l'Italia Adam si recò in Dalmazia, dove rimase incantato dalla città di Spalato e dalle rovine del palazzo di Diocleziano. Le parole seguenti sono le sue:
(Robert Adam)
Quest'edificio era una sfarzosa villa imperiale fatta edificare da Diocleziano, che visse qui fino a quando la morte lo colse all'età di ottantadue anni. Qui Adam eseguì una vasta mole di disegni, e furono proprio le decorazioni del palazzo di Diocleziano a offrirgli infiniti spunti: stucchi, urne, lampade, anfore, arabeschi erano tutti elementi che egli rielaborò e ripropose nella progettazione e nell'arredo delle sue abitazioni.

### Nel Regno Unito
Tornato in patria nel 1758 Robert Adam fu eletto deputato e - insieme a sir William Chambers - ricevette la nomina di l'architetto ufficiale di re Giorgio III. Dal 1761 iniziò insieme con il fratello James un periodo di incessante operosità durante il quale progettò e ampliò una vasta serie di dimore nobili di campagna: tra gli esemplari più celebri ricordiamo le facciate e gli interni delle Landsdowne e Kenwood Houses, la Kedleston Hall, il rifacimento della Syon House, e le ville a Osterley Park, Luton Hoo e Harewood.
La sua vasta attività non si limitò alla campagna bensì riguardò anche la città di Londra, dove costruì un palazzo in 20 St. James Square a Londra, la facciata di Harewood House, un centro residenziale lungo il Tamigi (1767-1772), originariamente noto come Adelphi ma demolito nel 1937 e alcune dimore a Portland Place. Da questi interventi prese forma il cosiddetto «gusto Adam» e un tipo di edilizia urbana destinato a rimanere esemplare.

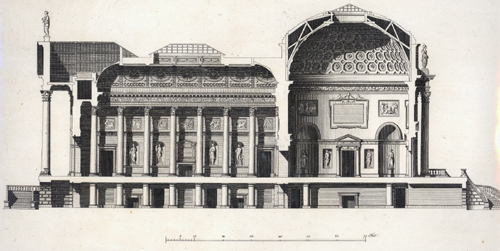
Sezione della Kedleston Hall

Tra le altre realizzazioni di Adams vanno citate la facciata meridionale della residenza di lord Temple a Stowe, la chiesa di Mistley, il ponte Pulteney a Bath, il castello in finto gotico di Culzeam, i fabbricati per l'università di Edimburgo e l'Ufficio dei Registri per la stessa città. Morì a Londra il 3 marzo 1792.

## Stile
L'ispirazione agli antichi si traduce, in Robert Adam, nella ricerca di un'armonia che connoti tutta la struttura architettonica e crei uno stretto, inscindibile legame anche con gli oggetti del mobilio: la decorazione parietale romana e quella vascolare offrivano una grande varietà di motivi (acanti, palmette, bucrani, ghirlande, urne...) inseriti in uno schema linearmente geometrico, ed è questo effetto di leggerezza, saldamente ancorato però a una struttura razionalmente ordinata, che affascina l'architetto.
Le architetture di Adam sono caratterizzate da un'intima fusione fra struttura, funzione e decorazione che coinvolge i più minimi particolari, dalla struttura agli arredi mobili. Il suo stile, infatti, è particolarmente originale non nell'organizzazione dei volumi, bensì nella decorazione bidimensionale e nel disegno del prospetto, e si sarebbe cristallizzato nel cosiddetto Stile Adam.